# Cal Mas (l'Espunyola)
Cal Mas és una obra de l'Espunyola (Berguedà) inclosa a l'Inventari del Patrimoni Arquitectònic de Catalunya.

## Descripció
Masia d'estructura rectangular, de planta baixa i dos pisos superiors, amb un cobert d'obra vista adossat a un dels cantons. El parament és de carreus sense desbastar units amb morter. Les obertures són de petites dimensions, allindades i disposades de forma aleatòria. La porta d'entrada és un arc de mig punt adovellat. La coberta és a dues aigües de teula àrab amb el carener paral·lel a la façana de ponent. La masia fou ampliada pel sector de migdia al segle xviii, respectant, però, la tipologia original.

## Història
Situada dins del terme parroquial de Sant Climent de l'Espunyola, la masia de Cal Mas és documentada en el fogatge de 1553, en Mas del Mas de la Spunyola; durant l'època moderna els seus estadants eren vassalls dels senyors de Tamarit a qui pagaven un cens.